# Smith Center
Smith Center és una població dels Estats Units a l'estat de Kansas. Segons el cens del 2000 tenia 1.931 habitants.

## Demografia
Segons el cens del 2000, Smith Center tenia 1.931 habitants, 852 habitatges, i 534 famílies. La densitat de població era de 642,7 habitants/km².
Dels 852 habitatges en un 24,2% hi vivien nens de menys de 18 anys, en un 54% hi vivien parelles casades, en un 6,1% dones solteres, i en un 37,3% no eren unitats familiars. En el 34,4% dels habitatges hi vivien persones soles el 21,9% de les quals corresponia a persones de 65 anys o més que vivien soles. El nombre mitjà de persones vivint en cada habitatge era de 2,17 i el nombre mitjà de persones que vivien en cada família era de 2,77.
Per edats la població es repartia de la següent manera: un 21% tenia menys de 18 anys, un 4,7% entre 18 i 24, un 21,7% entre 25 i 44, un 20,5% de 45 a 60 i un 32,1% 65 anys o més.
L'edat mediana era de 47 anys. Per cada 100 dones de 18 o més anys hi havia 79,2 homes.
La renda mediana per habitatge era de 26.857 $ i la renda mediana per família de 36.316 $. Els homes tenien una renda mediana de 25.833 $ mentre que les dones 20.667 $. La renda per capita de la població era de 15.500 $. Entorn del 8,7% de les famílies i el 10,7% de la població estaven per davall del llindar de pobresa.

## Poblacions més properes
El següent diagrama mostra les poblacions més properes.